# Ligue des champions de l'UEFA 2023-2024
Navigation
Édition 2022-2023 Édition 2024-2025
La Ligue des champions 2023-2024 est la 69e édition de la Coupe d'Europe des clubs champions. 78 clubs européens y participeront. Cette compétition organisée par l'UEFA oppose les meilleurs clubs européens qui se sont illustrés dans leurs championnats respectifs la saison précédente.
La finale s'est déroulée le 1er juin 2024 au Stade de Wembley à Londres en Angleterre.
Le vainqueur de la Ligue des champions se qualifiera pour la Supercoupe de l'UEFA 2024 ainsi que pour la Ligue des champions de l'UEFA 2024-2025, la Coupe du monde des clubs de la FIFA 2025 et la Coupe intercontinentale de la FIFA 2024.

## Désignation de la ville hôte de la finale
Le 24 septembre 2019, le comité exécutif de l'UEFA annonce que les finales des éditions 2021, 2022 et 2023 auraient lieu respectivement au stade Krestovski (Saint-Pétersbourg, Russie), à l'Allianz Arena (Munich, Allemagne) et au stade de Wembley (Londres, Angleterre).
Le 17 juin 2020, alors que la pandémie de Covid-19 frappe l'Europe, le comité exécutif de l'UEFA annonce que la finale 2020 sera disputée à Lisbonne au lieu d'Istanbul, et que les quatre sites des finales suivantes ont accepté de repousser d'un an leurs engagements. En conséquence la finale 2024 se déroulera à Wembley.

## Format
Le format de cette compétition est le suivant : 
- une phase de qualification composée de cinq tours de qualification, dont le premier est dit préliminaire et le dernier est dit de barrage. Les clubs sont séparés en deux séries de qualifications, l'une pour les champions nationaux (dite Voie des champions) et l'autre pour les non-champions (dite Voie de la Ligue) à partir du deuxième tour de qualification ;
- une phase de groupes, qui consiste en huit groupes de quatre équipes par groupe. Les deux premiers de chaque groupe poursuivent la compétition et les troisièmes jouent des matchs de barrages contre les deuxièmes de phase de groupes de Ligue Europa 2023-2024. En cas d'égalité de points entre deux ou plusieurs équipes, le classement est déterminé d'abord par la différence de points particulière entre les équipes à égalité puis la différence de buts particulière ;
- une phase finale constituée de 16 équipes qualifiées de la phase de groupes et décomposée en huitièmes de finale, quarts de finale, et demi-finales en aller-retour et d'une finale sur terrain neutre.

## Participants
78 équipes provenant de 53 associations membres de l'UEFA participeront à la Ligue des champions 2023‑2024.
La liste d'accès est modifiée dans le cadre de l'évolution des compétitions interclubs de l’UEFA pour le cycle 2021-24.
D'après les coefficients UEFA des pays 2021-2022, une liste définit d’abord le nombre de clubs qu’une association a droit d’envoyer.
- le vainqueur de la Ligue des champions de l'UEFA 2022-2023 est qualifié d'office ;
- le vainqueur de la Ligue Europa 2022-2023 est qualifié d'office ;
- les associations aux places 1 à 4 envoient les quatre meilleurs clubs de leur championnat ;
- les associations aux places 5 à 6 envoient les trois meilleurs clubs de leur championnat ;
- les associations aux places 7 à 15 envoient les deux meilleurs clubs de leur championnat ;
- les associations aux places 16 à 55, envoient le meilleur club de leur championnat (excepté le Liechtenstein, classé 49e, qui n'a pas de championnat).

Dans un second temps, le rang en championnat détermine le tour d’arrivée.
D'autre part :
- si le tenant du titre de la Ligue des champions de l'UEFA 2022-2023 est déjà qualifié pour la phase de groupes via son championnat, le champion de la 12e association (Ukraine) se qualifie directement pour la phase de groupes, les associations suivantes avancent d'une place, et la voie des champions est rééquilibrée en conséquence, la priorité étant donnée au club de l'association la mieux classée dans le tour correspondant de la liste d'accès ;
- si le tenant du titre de la Ligue Europa 2022-2023 est déjà qualifié pour la phase de groupes via son championnat, le troisième du championnat de la 5e association (France), se qualifie directement pour la phase de groupes, et la voie de la ligue est rééquilibrée en conséquence, la priorité étant donnée au club de l'association la mieux classée dans le tour correspondant de la liste d'accès ;
- si les tenants du titre de la Ligue des Champions et / ou de la Ligue Europa se qualifient pour les tours préliminaires via leur championnat, leur place est libérée et les équipes des associations les mieux classées dans les tours précédents seront promues en conséquence ;
- une association peut avoir un maximum de cinq équipes dans la phase de groupes.

Depuis le 2 mai 2022, les sélections et les clubs russes sont exclus de toutes compétitions UEFA, en raison de l'invasion de l'Ukraine par la Russie en 2022, entraînant un rééquilibrage de la liste d'accès,.
|     | Angleterre                  | Espagne                     | Italie               | Allemagne                  |
| --- | --------------------------- | --------------------------- | -------------------- | -------------------------- |
| 1er | Manchester City (145.000)   | FC Barcelone (98.000)       | SSC Naples (81.000)  | Bayern Munich (136.000)    |
| 2e  | Arsenal FC (76.000)         | Real Madrid (121.000)       | SS Lazio (42.000)    | Borussia Dortmund (86.000) |
| 3e  | Manchester United (104.000) | Atlético de Madrid (85.000) | Inter Milan (96.000) | RB Leipzig (84.000)        |
| 4e  | Newcastle United (21.914)   | Real Sociedad (33.000)      | AC Milan (50.000)    | Union Berlin (17.000)      |

|     | France                        | Portugal            |
| --- | ----------------------------- | ------------------- |
| 1er | Paris Saint-Germain (112.000) | SL Benfica (82.000) |
| 2e  | RC Lens (12.232)              | FC Porto (81.000)   |

|     | Pays-Bas                     | Autriche              | Écosse             | Serbie                            | Ukraine                   | Vainqueur de la Ligue Europa 2022-2023 |
| --- | ---------------------------- | --------------------- | ------------------ | --------------------------------- | ------------------------- | -------------------------------------- |
| 1er | Feyenoord Rotterdam (51.000) | RB Salzbourg (59.000) | Celtic FC (31.000) | Étoile rouge de Belgrade (42.000) | Chakhtar Donetsk (63.000) | Séville FC (91.000)                    |

| Barrages | Barrages |
| --- | --- |
| - Belgique : Royal Antwerp (17.000) | - Suisse : BSC Young Boys (34.500) |
| Troisième tour de qualification | |
| - Grèce : AEK Athènes (11.000) | - Tchéquie : Sparta Prague (14.000) |
| Deuxième tour de qualification | |
| - Norvège : Molde FK (24.000) - Danemark : FC Copenhague (40.500) - Croatie : Dinamo Zagreb (55.000) | - Turquie : Galatasaray SK (31.500) - Chypre : Aris Limassol (4.895) |
| Premier tour de qualification | |
| - Israël : Maccabi Haïfa (13.000) - Suède : BK Häcken (4.750) - Bulgarie : Ludogorets Razgrad (21.000) - Roumanie : FC Farul Constanţa (4.100) - Azerbaïdjan : Qarabağ FK (25.000) - Hongrie : Ferencváros TC (27.000) - Pologne : Raków Częstochowa (5.000) - Kazakhstan : FK Astana (14.000) - Slovaquie : Slovan Bratislava (24.500) - Slovénie : Olimpija Ljubljana (9.000) - Biélorussie : BATE Borisov (15.000) - Moldavie : Sheriff Tiraspol (19.500) - Lituanie : FK Žalgiris Vilnius (11.000) - Bosnie-Herzégovine : HŠK Zrinjski Mostar (8.500) - Finlande : HJK Helsinki (11.000) | - Luxembourg : Swift Hesperange (1.800) - Lettonie : Valmiera FC (3.500) - Kosovo : KF Ballkani (3.000) - Irlande : Shamrock Rovers (9.000) - Arménie : FC Urartu (3.000) - Irlande du Nord : Larne FC (3.000) - Albanie : FK Partizani Tirana (5.000) - Îles Féroé : KÍ Klaksvík (8.000) - Estonie : Flora Tallinn (10.500) - Malte : Hamrun Spartans (2.500) - Géorgie : Dinamo Tbilissi (7.500) - Macédoine du Nord : FC Struga (1.100) - Pays de Galles : The New Saints (9.000) - Gibraltar : Lincoln Red Imps (8.500) |
| Tour préliminaire | |
| - Islande : Breiðablik Kópavogur (6.000) - Monténégro : Budućnost Podgorica (7.500) | - Andorre : Atlètic Club d'Escaldes (1.033) - Saint-Marin : SP Tre Penne (4.000) |

| Barrages |
| --- |
| Aucune entrée |
| Troisième tour de qualification |
| - Troisièmes du championnat - France : Olympique de Marseille (33.000) - Portugal : SC Braga (44.000) - Deuxièmes du championnat - Pays-Bas : PSV Eindhoven (43.000) - Autriche : Sturm Graz (12.500) - Écosse : Rangers FC (54.000) - Serbie : TSC Bačka Topola (6.475) |
| Deuxième tour de qualification |
| - Deuxièmes du championnat - Ukraine : SK Dnipro-1 (8.000) - Belgique : KRC Genk (18.000) - Suisse : Servette FC (6.335) - Grèce : Panathinaïkos (5.045) |

## Calendrier
| Nom                                             | Tirage au sort          | Date aller                                         | Date retour                                         | Équipes participantes |
| ----------------------------------------------- | ----------------------- | -------------------------------------------------- | --------------------------------------------------- | --------------------- |
| Phase qualificative (2023)                      |                         |                                                    |                                                     |                       |
| Tour préliminaire                               | 13 juin à Nyon          | 27 juin (demi-finales)                             | 30 juin (finale)                                    | 4                     |
| Premier tour de qualification                   | 20 juin à Nyon          | 11 et 12 juillet                                   | 18 et 19 juillet                                    | 30 (1 + 29)           |
| Deuxième tour de qualification                  | 21 juin à Nyon          | 25 et 26 juillet                                   | 1er et 2 août                                       | 24 (15 + 9)           |
| Troisième tour de qualification                 | 24 juillet à Nyon       | 8 et 9 août                                        | 15 août                                             | 20 (12 + 8)           |
| Barrages                                        | 7 août à Nyon           | 22 et 23 août                                      | 29 et 30 août                                       | 12 (10 + 2)           |
| Phase de groupes (2023)                         |                         |                                                    |                                                     |                       |
| Journées 1 et 6 Journées 2 et 5 Journées 3 et 4 | 31 août à Monaco        | 19 et 20 septembre 3 et 4 octobre 24 et 25 octobre | 12 et 13 décembre 28 et 29 novembre 7 et 8 novembre | 32 (6 + 26)           |
| Phase à élimination directe (2024)              |                         |                                                    |                                                     |                       |
| Huitièmes de finale                             | 18 décembre 2023 à Nyon | 13, 14, 20 et 21 février                           | 5, 6, 12 et 13 mars                                 | 16                    |
| Quarts de finale                                | 15 mars 2024 à Nyon     | 9 et 10 avril                                      | 16 et 17 avril                                      | 8                     |
| Demi-finale                                     | 15 mars 2024 à Nyon     | 30 avril et 1er mai                                | 7 et 8 mai                                          | 4                     |
| Finale                                          | 15 mars 2024 à Nyon     | 1er juin 2024 à Londres                            | 1er juin 2024 à Londres                             | 2                     |

## Phase qualificative

### Tour préliminaire
Ce tour concerne les champions des quatre associations les moins bien classées au classement UEFA à l'issue de la saison 2021-2022, qui sont l'Islande, le Monténégro, Andorre et Saint-Marin. Ce tour prend la forme d'un mini-tournoi à élimination directe sur une seule manche. Les deux vainqueurs des deux premiers matchs s'affrontent ensuite lors d'un match décisif dont le gagnant se qualifie pour le premier tour de qualification. Les trois équipes perdantes sont quant à elles reversées au deuxième tour de qualification de la Ligue Europa Conférence.
Les matchs ont lieu le 27 juin et le 30 juin. L'intégralité de ce tour est disputé à Kópavogur en Islande.
|  | Demi-finales                             | Demi-finales                             | Demi-finales                             | Demi-finales                             |                     |                     | Finale                                   | Finale                                   | Finale                                   | Finale                                   |
|  |                                          |                                          |                                          |                                          |                     |                     |                                          |                                          |                                          |                                          |
|  | 27 juin 2023 - Kópavogsvöllur, Kópavogur | 27 juin 2023 - Kópavogsvöllur, Kópavogur | 27 juin 2023 - Kópavogsvöllur, Kópavogur | 27 juin 2023 - Kópavogsvöllur, Kópavogur |                     |                     | 30 juin 2023 - Kópavogsvöllur, Kópavogur | 30 juin 2023 - Kópavogsvöllur, Kópavogur | 30 juin 2023 - Kópavogsvöllur, Kópavogur | 30 juin 2023 - Kópavogsvöllur, Kópavogur |
|  | Atlètic Club d'Escaldes                  | Atlètic Club d'Escaldes                  | 0                                        | 0                                        |                     |                     | 30 juin 2023 - Kópavogsvöllur, Kópavogur | 30 juin 2023 - Kópavogsvöllur, Kópavogur | 30 juin 2023 - Kópavogsvöllur, Kópavogur | 30 juin 2023 - Kópavogsvöllur, Kópavogur |
|  | Atlètic Club d'Escaldes                  | Atlètic Club d'Escaldes                  | 0                                        | 0                                        |                     |                     | 30 juin 2023 - Kópavogsvöllur, Kópavogur | 30 juin 2023 - Kópavogsvöllur, Kópavogur | 30 juin 2023 - Kópavogsvöllur, Kópavogur | 30 juin 2023 - Kópavogsvöllur, Kópavogur |
|  | Budućnost Podgorica                      | Budućnost Podgorica                      | 3                                        | 3                                        |                     |                     | 30 juin 2023 - Kópavogsvöllur, Kópavogur | 30 juin 2023 - Kópavogsvöllur, Kópavogur | 30 juin 2023 - Kópavogsvöllur, Kópavogur | 30 juin 2023 - Kópavogsvöllur, Kópavogur |
|  | Budućnost Podgorica                      | Budućnost Podgorica                      | 3                                        | 3                                        | Budućnost Podgorica | Budućnost Podgorica | 0                                        | 0                                        |                                          |                                          |
|  | 27 juin 2023 - Kópavogsvöllur, Kópavogur |                                          |                                          |                                          | Budućnost Podgorica | Budućnost Podgorica | 0                                        | 0                                        |                                          |                                          |
|  |                                          |                                          | Breiðablik Kópavogur                     | Breiðablik Kópavogur                     | 5                   | 5                   |                                          |                                          |                                          |                                          |
|  | SP Tre Penne                             | SP Tre Penne                             | Breiðablik Kópavogur                     | Breiðablik Kópavogur                     | 5                   | 5                   | 1                                        | 1                                        |                                          |                                          |
|  | SP Tre Penne                             | SP Tre Penne                             |                                          |                                          |                     |                     |                                          | 1                                        |                                          |                                          |
|  | Breiðablik Kópavogur                     | Breiðablik Kópavogur                     | 7                                        | 7                                        |                     |                     |                                          |                                          |                                          |                                          |
|  | Breiðablik Kópavogur                     | Breiðablik Kópavogur                     | 7                                        | 7                                        |                     |                     |                                          |                                          |                                          |                                          |

### Premier tour de qualification
Ce tour concerne les champions des associations classées entre la 22e et la 51e place au classement UEFA (hors Liechtenstein), auxquels s'ajoute le vainqueur du tour préliminaire, pour un total de trente équipes. Les vainqueurs de ce tour se qualifient pour le deuxième tour de qualification tandis que les perdants sont reversés au deuxième tour de qualification de la Ligue Europa Conférence.
| Équipe              | Aller | Total             | Retour   | Équipe               |
| ------------------- | ----- | ----------------- | -------- | -------------------- |
| BK Häcken           | 3 - 1 | 5 - 1             | 2 - 0    | The New Saints       |
| KF Ballkani         | 2 - 0 | 2 - 4             | 0 - 4    | Ludogorets Razgrad   |
| Shamrock Rovers     | 0 - 1 | 1 - 3             | 1 - 2    | Breiðablik Kópavogur |
| FK Žalgiris Vilnius | 0 - 0 | 2 - 1             | 2 - 1    | FC Struga            |
| KÍ Klaksvík         | 0 - 0 | 3 - 0             | 3 - 0    | Ferencváros TC       |
| Olimpija Ljubljana  | 2 - 1 | 4 - 2             | 2 - 1    | Valmiera FC          |
| HJK Helsinki        | 1 - 0 | 3 - 2             | 2 - 2 ap | Larne FC             |
| Lincoln Red Imps    | 1 - 2 | 1 - 6             | 0 - 4    | Qarabağ FK           |
| Raków Częstochowa   | 1 - 0 | 4 - 0             | 3 - 0    | Flora Tallinn        |
| Slovan Bratislava   | 1 - 1 | 3 - 1             | 2 - 0    | Swift Hesperange     |
| FC Farul Constanţa  | 1 - 0 | 1 - 3             | 0 - 3 ap | Sheriff Tiraspol     |
| Hamrun Spartans     | 0 - 4 | 1 - 6             | 1 - 2    | Maccabi Haïfa        |
| FC Urartu           | 0 - 1 | 3 - 3 (3 - 4 tab) | 3 - 2 ap | HŠK Zrinjski Mostar  |
| FK Partizani Tirana | 1 - 1 | 1 - 3             | 0 - 2    | BATE Borisov         |
| FK Astana           | 1 - 1 | 3 - 2             | 2 - 1    | Dinamo Tbilissi      |

### Deuxième tour de qualification
La phase qualificative se divise à ce moment-là en deux voies distinctes : la voie des Champions et la voie de la Ligue. Comme son nom l'indique, les participants à la première voie sont les champions des associations classées entre la 17e et la 21e place au classement UEFA auxquels s'ajoutent les quinze équipes vainqueurs du premier tour de qualification. Quant à la voie de la Ligue, elle se compose des quatre vice-champions des associations classées entre la 12e et la 15e place au classement UEFA. Les deux voies forment un total de vingt-quatre équipes. Les vainqueurs de ce tour se qualifient pour le troisième tour de qualification tandis que les perdants sont reversés au troisième tour de qualification de la Ligue Europa.
| Équipe               | Aller              | Total              | Retour             | Équipe             |
| Voie des Champions   | Voie des Champions | Voie des Champions | Voie des Champions | Voie des Champions |
| -------------------- | ------------------ | ------------------ | ------------------ | ------------------ |
| FK Žalgiris Vilnius  | 2 - 2              | 2 - 3              | 0 - 1              | Galatasaray SK     |
| Ludogorets Razgrad   | 1 - 1              | 2 - 3              | 1 - 2              | Olimpija Ljubljana |
| Raków Częstochowa    | 3 - 2              | 4 - 3              | 1 - 1              | Qarabağ FK         |
| KÍ Klaksvík          | 0 - 0              | 3 - 3 (4 - 3 tab)  | 3 - 3 ap           | BK Häcken          |
| HJK Helsinki         | 1 - 0              | 1 - 2              | 0 - 2              | Molde FK           |
| Breiðablik Kópavogur | 0 - 2              | 3 - 8              | 3 - 6              | FC Copenhague      |
| Sheriff Tiraspol     | 1 - 0              | 2 - 4              | 1 - 4 ap           | Maccabi Haïfa      |
| Aris Limassol        | 6 - 2              | 11 - 5             | 5 - 3              | BATE Borisov       |
| HŠK Zrinjski Mostar  | 0 - 1              | 2 - 3              | 2 - 2              | Slovan Bratislava  |
| Dinamo Zagreb        | 4 - 0              | 6 - 0              | 2 - 0              | FK Astana          |
| Voie de la Ligue     |                    |                    |                    |                    |
| SK Dnipro-1          | 1 - 3              | 3 - 5              | 2 - 2              | Panathinaïkos      |
| Servette FC          | 1 - 1              | 3 - 3 (4 - 1 tab)  | 2 - 2 ap           | KRC Genk           |

### Troisième tour de qualification
Ce tour voit l'entrée en lice, pour la voie des Champions, des champions des associations classées respectivement à la 15e et à la 16e place au classement UEFA, auxquels s'ajoutent les dix vainqueurs de la voie des Champions du deuxième tour. La voie de la Ligue voit l'entrée des vice-champions des associations classées entre la 7e et la 11e place au classement UEFA ainsi que du troisième des associations classées entre la 5e et 6e place, auxquels s'ajoutent les deux vainqueurs de la voie de la Ligue du deuxième tour, pour un total respectif de douze et huit équipes. Les vainqueurs de ce tour se qualifient pour les barrages. Dans le même temps, les perdants de la voie des Champions sont reversés en barrages de la Ligue Europa tandis que les perdants de la voie de la Ligue sont directement reversés dans la phase de groupes de cette même compétition.
Le match aller entre l'AEK Athènes et le Dinamo Zagreb qui devait se dérouler le 8 août 2023, a été reporté au 19 août 2023 en raison du décès d'un fan du club grec lors d'une rixe entre supporters des deux clubs. Ce match est donc devenu le match retour de la double confrontation
.
| Équipe             | Aller              | Total              | Retour             | Équipe                 |
| Voie des Champions | Voie des Champions | Voie des Champions | Voie des Champions | Voie des Champions     |
| ------------------ | ------------------ | ------------------ | ------------------ | ---------------------- |
| Raków Częstochowa  | 2 - 1              | 3 - 1              | 1 - 0              | Aris Limassol          |
| Slovan Bratislava  | 1 - 2              | 2 - 5              | 1 - 3              | Maccabi Haïfa          |
| Dinamo Zagreb      | 1 - 2              | 3 - 4              | 2 - 2              | AEK Athènes            |
| Olimpija Ljubljana | 0 - 3              | 0 - 4              | 0 - 1              | Galatasaray SK         |
| FC Copenhague      | 0 - 0              | 3 - 3 (4 - 2 tab)  | 3 - 3 ap           | Sparta Prague          |
| KÍ Klaksvík        | 2 - 1              | 2 - 3              | 0 - 2 ap           | Molde FK               |
| Voie de la Ligue   |                    |                    |                    |                        |
| SC Braga           | 3 - 0              | 7 - 1              | 4 - 1              | TSC Bačka Topola       |
| Rangers FC         | 2 - 1              | 3 - 2              | 1 - 1              | Servette FC            |
| Panathinaïkos      | 1 - 0              | 2 - 2 (5 - 3 tab)  | 1 - 2 ap           | Olympique de Marseille |
| PSV Eindhoven      | 4 - 1              | 7 - 2              | 3 - 1              | Sturm Graz             |

### Barrages
Ce tour voit l'entrée en lice, pour la voie des Champions, des champions des associations classées aux 13e et 14e place au classement UEFA, auxquels s'ajoutent les six vainqueurs de la voie des Champions du troisième tour. La voie de la Ligue ne voit quant à elle aucune entrée et oppose les quatre vainqueurs de la voie de la Ligue du tour précédent, pour un total respectif de huit et quatre équipes. Les six vainqueurs de ce tour se qualifient pour la phase de groupes de la Ligue des champions tandis que les perdants sont reversés en phase de groupes de la Ligue Europa.
| Équipe             | Aller              | Total              | Retour             | Équipe             |
| Voie des Champions | Voie des Champions | Voie des Champions | Voie des Champions | Voie des Champions |
| ------------------ | ------------------ | ------------------ | ------------------ | ------------------ |
| Maccabi Haïfa      | 0 - 0              | 0 - 3              | 0 - 3              | BSC Young Boys     |
| Royal Antwerp      | 1 - 0              | 3 - 1              | 2 - 1              | AEK Athènes        |
| Raków Częstochowa  | 0 - 1              | 1 - 2              | 1 - 1              | FC Copenhague      |
| Molde FK           | 2 - 3              | 3 - 5              | 1 - 2              | Galatasaray SK     |
| Voie de la Ligue   |                    |                    |                    |                    |
| Rangers FC         | 2 - 2              | 3 - 7              | 1 - 5              | PSV Eindhoven      |
| SC Braga           | 2 - 1              | 3 - 1              | 1 - 0              | Panathinaïkós      |

## Phase de groupes
Madrid
Atlético de Madrid
Real Madrid
Manchester
Manchester City
Manchester United
Milan
Inter Milan
AC Milan

### Format et tirage au sort
Le tirage au sort a lieu le 31 août 2023 à Monaco. Les trente-deux équipes participantes sont placées dans quatre chapeaux de huit équipes, sur la base des règles suivantes, :
- le chapeau 1 est réservé au tenant du titre, au vainqueur de la Ligue Europa 2022-2023 et aux champions des six meilleures associations sur la base de leur coefficient UEFA en 2022[4] ;
- les chapeaux 2, 3 et 4 contiennent les équipes restantes, réparties en fonction de leur coefficient UEFA en 2023[8].

Les 32 équipes sont réparties en huit groupes de quatre équipes, avec comme restriction l'impossibilité pour deux équipes d'une même association de se rencontrer dans un groupe.
| Chapeau 1              | Chapeau 1 | Chapeau 2          | Chapeau 2 | Chapeau 3                   | Chapeau 3 | Chapeau 4         | Chapeau 4 |
| ---------------------- | --------- | ------------------ | --------- | --------------------------- | --------- | ----------------- | --------- |
| Manchester City T Ch S | 145.000   | Real Madrid        | 121.000   | Chakhtar Donetsk Ch         | 63.000    | BSC Young Boys Ch | 34.500    |
| Séville FC C3          | 91.000    | Manchester United  | 104.000   | RB Salzbourg Ch             | 59.000    | Real Sociedad     | 33.000    |
| FC Barcelone Ch        | 98.000    | Inter Milan        | 96.000    | AC Milan                    | 50.000    | Galatasaray SK Ch | 31.500    |
| SSC Naples Ch          | 81.000    | Borussia Dortmund  | 86.000    | SC Braga                    | 44.000    | Celtic FC Ch      | 31.000    |
| Bayern Munich Ch       | 136.000   | Atlético de Madrid | 85.000    | PSV Eindhoven               | 43.000    | Newcastle United  | 21.914    |
| Paris Saint-Germain Ch | 112.000   | RB Leipzig         | 84.000    | SS Lazio                    | 42.000    | Union Berlin      | 17.000    |
| SL Benfica Ch          | 82.000    | FC Porto           | 81.000    | Étoile rouge de Belgrade Ch | 42.000    | Royal Antwerp Ch  | 17.000    |
| Feyenoord Rotterdam Ch | 51.000    | Arsenal FC         | 76.000    | FC Copenhague Ch            | 40.500    | RC Lens           | 12.232    |

T : Tenant du titre

Ch : Champion national

C3 : Vainqueur de la Ligue Europa

S : Vainqueur de la Supercoupe de l'UEFA
- Futur qualifié pour les huitièmes de finale
- Futur repêché en barrages de la phase à élimination directe de la Ligue Europa

### Matchs et classements
Légende des classements
- Qualifié pour les huitièmes de finale
- Repêché pour les barrages de la phase à élimination directe de la Ligue Europa

Légende des résultats
- Victoire à domicile
- Match nul
- Victoire à l'extérieur

#### Critères de départage
Selon l'article 17.01 du règlement de la compétition, en cas d’égalité de points de plusieurs équipes à l'issue des matches de groupe, les critères suivants sont appliqués dans l'ordre indiqué pour établir leur classement :
1. Plus grand nombre de points obtenus dans les matches de groupe disputés entre les équipes concernées ;
2. Meilleure différence de buts dans les matches du groupe disputés entre les équipes concernées ;
3. Plus grand nombre de buts marqués dans les matches du groupe disputés entre les équipes concernées ;
4. Si, après l’application des critères 1 à 3, plusieurs équipes sont toujours à égalité, les critères 1 à 3 sont à nouveau appliqués exclusivement aux matches entre les équipes concernées afin de déterminer leur classement final. Si cette procédure ne donne pas de résultat, les critères 5 à 11 s’appliquent ;
5. Meilleure différence de buts dans tous les matches du groupe ;
6. Plus grand nombre de buts marqués dans tous les matches du groupe ;
7. Plus grand nombre de buts marqués à l’extérieur dans tous les matches du groupe ;
8. Plus grand nombre de victoires dans tous les matches du groupe ;
9. Plus grand nombre de victoires à l'extérieur dans tous les matches du groupe ;
10. Total le plus faible de points disciplinaires sur la base uniquement des cartons jaunes et des cartons rouges reçus durant tous les matches du groupe (carton rouge = 3 points, carton jaune = 1 point, expulsion pour deux cartons jaunes au cours d'un match = 3 points) ;
11. Meilleur coefficient de club.

#### Groupe A
| Rang | Équipe            | Pts | J | G | N | P | Bp | Bc | Diff |  | Résultats (▼ dom., ► ext.) |     |     |     |     |
| ---- | ----------------- | --- | - | - | - | - | -- | -- | ---- |  | -------------------------- | --- | --- | --- | --- |
| 1    | Bayern Munich     | 16  | 6 | 5 | 1 | 0 | 12 | 6  | +6   |  | Bayern Munich              |     | 0-0 | 2-1 | 4-3 |
| 2    | FC Copenhague     | 8   | 6 | 2 | 2 | 2 | 8  | 8  | 0    |  | FC Copenhague              | 1-2 |     | 1-0 | 4-3 |
| 3    | Galatasaray SK    | 5   | 6 | 1 | 2 | 3 | 10 | 13 | -3   |  | Galatasaray SK             | 1-3 | 2-2 |     | 3-3 |
| 4    | Manchester United | 4   | 6 | 1 | 1 | 4 | 12 | 15 | -3   |  | Manchester United          | 0-1 | 1-0 | 2-3 |     |

#### Groupe B
| Rang | Équipe        | Pts | J | G | N | P | Bp | Bc | Diff |  | Résultats (▼ dom., ► ext.) |     |     |     |     |
| ---- | ------------- | --- | - | - | - | - | -- | -- | ---- |  | -------------------------- | --- | --- | --- | --- |
| 1    | Arsenal FC    | 13  | 6 | 4 | 1 | 1 | 16 | 4  | +12  |  | Arsenal FC                 |     | 4-0 | 6-0 | 2-0 |
| 2    | PSV Eindhoven | 9   | 6 | 2 | 3 | 1 | 8  | 10 | -2   |  | PSV Eindhoven              | 1-1 |     | 1-0 | 2-2 |
| 3    | RC Lens       | 8   | 6 | 2 | 2 | 2 | 6  | 11 | -5   |  | RC Lens                    | 2-1 | 1-1 |     | 2-1 |
| 4    | Séville FC    | 2   | 6 | 0 | 2 | 4 | 7  | 12 | -5   |  | Séville FC                 | 1-2 | 2-3 | 1-1 |     |

#### Groupe C
| Rang | Équipe       | Pts | J | G | N | P | Bp | Bc | Diff |  | Résultats (▼ dom., ► ext.) |     |     |     |     |
| ---- | ------------ | --- | - | - | - | - | -- | -- | ---- |  | -------------------------- | --- | --- | --- | --- |
| 1    | Real Madrid  | 18  | 6 | 6 | 0 | 0 | 16 | 7  | +9   |  | Real Madrid                |     | 4-2 | 3-0 | 1-0 |
| 2    | SSC Naples   | 10  | 6 | 3 | 1 | 2 | 10 | 9  | +1   |  | SSC Naples                 | 2-3 |     | 2-0 | 1-1 |
| 3    | SC Braga     | 4   | 6 | 1 | 1 | 4 | 6  | 12 | -6   |  | SC Braga                   | 1-2 | 1-2 |     | 1-1 |
| 4    | Union Berlin | 2   | 6 | 0 | 2 | 4 | 6  | 10 | -4   |  | Union Berlin               | 2-3 | 0-1 | 2-3 |     |

#### Groupe D
| Rang | Équipe        | Pts | J | G | N | P | Bp | Bc | Diff |  | Résultats (▼ dom., ► ext.) |     |     |     |     |
| ---- | ------------- | --- | - | - | - | - | -- | -- | ---- |  | -------------------------- | --- | --- | --- | --- |
| 1    | Real Sociedad | 12  | 6 | 3 | 3 | 0 | 7  | 2  | +5   |  | Real Sociedad              |     | 1-1 | 3-1 | 0-0 |
| 2    | Inter Milan   | 12  | 6 | 3 | 3 | 0 | 8  | 5  | +3   |  | Inter Milan                | 0-0 |     | 1-0 | 2-1 |
| 3    | SL Benfica    | 4   | 6 | 1 | 1 | 4 | 7  | 11 | -4   |  | SL Benfica                 | 0-1 | 3-3 |     | 0-2 |
| 4    | RB Salzbourg  | 4   | 6 | 1 | 1 | 4 | 4  | 8  | -4   |  | RB Salzbourg               | 0-2 | 0-1 | 1-3 |     |

#### Groupe E
| Rang | Équipe              | Pts | J | G | N | P | Bp | Bc | Diff |  | Résultats (▼ dom., ► ext.) |     |     |     |     |
| ---- | ------------------- | --- | - | - | - | - | -- | -- | ---- |  | -------------------------- | --- | --- | --- | --- |
| 1    | Atlético de Madrid  | 14  | 6 | 4 | 2 | 0 | 17 | 6  | +11  |  | Atlético de Madrid         |     | 2-0 | 3-2 | 6-0 |
| 2    | SS Lazio            | 10  | 6 | 3 | 1 | 2 | 7  | 7  | 0    |  | SS Lazio                   | 1-1 |     | 1-0 | 2-0 |
| 3    | Feyenoord Rotterdam | 6   | 6 | 2 | 0 | 4 | 9  | 10 | -1   |  | Feyenoord Rotterdam        | 1-3 | 3-1 |     | 2-0 |
| 4    | Celtic FC           | 4   | 6 | 1 | 1 | 4 | 5  | 15 | -10  |  | Celtic FC                  | 2-2 | 1-2 | 2-1 |     |

#### Groupe F
| Rang | Équipe              | Pts | J | G | N | P | Bp | Bc | Diff |  | Résultats (▼ dom., ► ext.) |     |     |     |     |
| ---- | ------------------- | --- | - | - | - | - | -- | -- | ---- |  | -------------------------- | --- | --- | --- | --- |
| 1    | Borussia Dortmund   | 11  | 6 | 3 | 2 | 1 | 7  | 4  | +3   |  | Borussia Dortmund          |     | 1-1 | 0-0 | 2-0 |
| 2    | Paris Saint-Germain | 8   | 6 | 2 | 2 | 2 | 9  | 8  | +1   |  | Paris Saint-Germain        | 2-0 |     | 3-0 | 1-1 |
| 3    | AC Milan            | 8   | 6 | 2 | 2 | 2 | 5  | 8  | -3   |  | AC Milan                   | 1-3 | 2-1 |     | 0-0 |
| 4    | Newcastle United    | 5   | 6 | 1 | 2 | 3 | 6  | 7  | -1   |  | Newcastle United           | 0-1 | 4-1 | 1-2 |     |

#### Groupe G
| Rang | Équipe                   | Pts | J | G | N | P | Bp | Bc | Diff |  | Résultats (▼ dom., ► ext.) |     |     |     |     |
| ---- | ------------------------ | --- | - | - | - | - | -- | -- | ---- |  | -------------------------- | --- | --- | --- | --- |
| 1    | Manchester City          | 18  | 6 | 6 | 0 | 0 | 18 | 7  | +11  |  | Manchester City            |     | 3-2 | 3-1 | 3-0 |
| 2    | RB Leipzig               | 12  | 6 | 4 | 0 | 2 | 13 | 10 | +3   |  | RB Leipzig                 | 1-3 |     | 2-1 | 3-1 |
| 3    | BSC Young Boys           | 4   | 6 | 1 | 1 | 4 | 7  | 13 | -6   |  | BSC Young Boys             | 1-3 | 1-3 |     | 2-0 |
| 4    | Étoile rouge de Belgrade | 1   | 6 | 0 | 1 | 5 | 7  | 15 | -8   |  | Étoile rouge de Belgrade   | 2-3 | 1-2 | 2-2 |     |

#### Groupe H
Le Chakhtar Donetsk joue ses matchs à domicile au Volksparkstadion de Hambourg.
| Rang | Équipe           | Pts | J | G | N | P | Bp | Bc | Diff |  | Résultats (▼ dom., ► ext.) |     |     |     |     |
| ---- | ---------------- | --- | - | - | - | - | -- | -- | ---- |  | -------------------------- | --- | --- | --- | --- |
| 1    | FC Barcelone     | 12  | 6 | 4 | 0 | 2 | 12 | 6  | +6   |  | FC Barcelone               |     | 2-1 | 2-1 | 5-0 |
| 2    | FC Porto         | 12  | 6 | 4 | 0 | 2 | 15 | 8  | +7   |  | FC Porto                   | 0-1 |     | 5-3 | 2-0 |
| 3    | Chakhtar Donetsk | 9   | 6 | 3 | 0 | 3 | 10 | 12 | -2   |  | Chakhtar Donetsk           | 1-0 | 1-3 |     | 1-0 |
| 4    | Royal Antwerp    | 3   | 6 | 1 | 0 | 5 | 6  | 17 | -11  |  | Royal Antwerp              | 3-2 | 1-4 | 2-3 |     |

## Phase à élimination directe
Madrid

Atlético de Madrid
Real Madrid

### Qualification et tirage au sort
Pour le tirage des huitièmes de finale, les 8 premiers de groupe du tour précédent sont têtes de série et reçoivent pour le match retour, ils ne peuvent donc pas se rencontrer.
Deux équipes d'une même association nationale ne peuvent pas non plus se rencontrer en huitièmes de finale, de même que deux équipes issues du même groupe. Cette limitation est levée à partir des quarts de finale. Le tirage au sort a lieu le 18 décembre 2023.
| Les 16 qualifiés - récapitulatif avant tirage au sort | Les 16 qualifiés - récapitulatif avant tirage au sort | Les 16 qualifiés - récapitulatif avant tirage au sort |
| Groupe                                                | 1er (tête de série)                                   | 2e (non-tête de série)                                |
| ----------------------------------------------------- | ----------------------------------------------------- | ----------------------------------------------------- |
| A                                                     | Bayern Munich                                         | FC Copenhague                                         |
| B                                                     | Arsenal FC                                            | PSV Eindhoven                                         |
| C                                                     | Real Madrid                                           | SSC Naples                                            |
| D                                                     | Real Sociedad                                         | Inter Milan                                           |
| E                                                     | Atlético de Madrid                                    | SS Lazio                                              |
| F                                                     | Borussia Dortmund                                     | Paris Saint-Germain                                   |
| G                                                     | Manchester City                                       | RB Leipzig                                            |
| H                                                     | FC Barcelone                                          | FC Porto                                              |

### Huitièmes de finale
Les matchs aller se jouent les 13, 14, 20 et 21 février, et les matchs retour les 5, 6, 12 et 13 mars 2024.
| Équipe              | Aller | Total             | Retour   | Équipe             |
| ------------------- | ----- | ----------------- | -------- | ------------------ |
| FC Porto            | 1 - 0 | 1 - 1 (2 - 4 tab) | 0 - 1 ap | Arsenal FC         |
| SSC Naples          | 1 - 1 | 2 - 4             | 1 - 3    | FC Barcelone       |
| Paris Saint-Germain | 2 - 0 | 4 - 1             | 2 - 1    | Real Sociedad      |
| Inter Milan         | 1 - 0 | 2 - 2 (2 - 3 tab) | 1 - 2 ap | Atlético de Madrid |
| PSV Eindhoven       | 1 - 1 | 1 - 3             | 0 - 2    | Borussia Dortmund  |
| SS Lazio            | 1 - 0 | 1 - 3             | 0 - 3    | Bayern Munich      |
| FC Copenhague       | 1 - 3 | 2 - 6             | 1 - 3    | Manchester City    |
| RB Leipzig          | 0 - 1 | 1 - 2             | 1 - 1    | Real Madrid        |

### Quarts de finale
Le tirage au sort des quarts de finale a eu lieu le 15 mars 2024. Les quarts de finale se jouent les 9 et 10 avril pour les matchs aller, et les 16 et 17 avril pour les matchs retour.
| Équipe              | Aller | Total             | Retour   | Équipe            |
| ------------------- | ----- | ----------------- | -------- | ----------------- |
| Arsenal FC          | 2 - 2 | 2 - 3             | 0 - 1    | Bayern Munich     |
| Atlético de Madrid  | 2 - 1 | 4 - 5             | 2 - 4    | Borussia Dortmund |
| Real Madrid         | 3 - 3 | 4 - 4 (4 - 3 tab) | 1 - 1 ap | Manchester City   |
| Paris Saint-Germain | 2 - 3 | 6 - 4             | 4 - 1    | FC Barcelone      |

### Demi-finales
Les matchs aller se déroulent les 30 avril et 1er mai, et les matchs retour les 7 et 8 mai.
| Équipe            | Aller | Total | Retour | Équipe              |
| ----------------- | ----- | ----- | ------ | ------------------- |
| Borussia Dortmund | 1 - 0 | 2 - 0 | 1 - 0  | Paris Saint-Germain |
| Bayern Munich     | 2 - 2 | 3 - 4 | 1 - 2  | Real Madrid         |

### Finale
La finale se déroule le 1er juin 2024 au Stade de Wembley à Londres en Angleterre.
| Équipe            | Score | Équipe      |
| ----------------- | ----- | ----------- |
| Borussia Dortmund | 0 - 2 | Real Madrid |

### Tableau final
|  | Huitièmes de finale | Huitièmes de finale | Huitièmes de finale | Huitièmes de finale |                     |                     | Quarts de finale | Quarts de finale | Quarts de finale | Quarts de finale |  |  | Demi-finales | Demi-finales | Demi-finales | Demi-finales |  |  | Finale                                    | Finale | Finale | Finale |
|  |                     |                     |                     |                     |                     |                     |                  |                  |                  |                  |  |  |              |              |              |              |  |  |                                           |        |        |        |
|  |                     |                     |                     |                     |                     |                     |                  |                  |                  |                  |  |  |              |              |              |              |  |  | 1er juin 2024 - Stade de Wembley, Londres |        |        |        |
|  | Inter Milan         | Inter Milan         | 1                   | 1 ap(2)             |                     |                     |                  |                  |                  |                  |  |  |              |              |              |              |  |  |                                           |        |        |        |
|  | Inter Milan         | Inter Milan         | 1                   | 1 ap(2)             |                     |                     |                  |                  |                  |                  |  |  |              |              |              |              |  |  |                                           |        |        |        |
|  | Atlético de Madrid  | Atlético de Madrid  | 0                   | 2 tab(3)            |                     |                     |                  |                  |                  |                  |  |  |              |              |              |              |  |  |                                           |        |        |        |
|  | Atlético de Madrid  | Atlético de Madrid  | 0                   | 2 tab(3)            | Atlético de Madrid  | Atlético de Madrid  | 2                | 2                |                  |                  |  |  |              |              |              |              |  |  |                                           |        |        |        |
|  |                     |                     |                     |                     | Atlético de Madrid  | Atlético de Madrid  | 2                | 2                |                  |                  |  |  |              |              |              |              |  |  |                                           |        |        |        |
|  |                     |                     | Borussia Dortmund   | Borussia Dortmund   | 1                   | 4                   |                  |                  |                  |                  |  |  |              |              |              |              |  |  |                                           |        |        |        |
|  | PSV Eindhoven       | PSV Eindhoven       | Borussia Dortmund   | Borussia Dortmund   | 1                   | 4                   | 1                | 0                |                  |                  |  |  |              |              |              |              |  |  |                                           |        |        |        |
|  | PSV Eindhoven       | PSV Eindhoven       |                     |                     |                     |                     |                  | 0                |                  |                  |  |  |              |              |              |              |  |  |                                           |        |        |        |
|  | Borussia Dortmund   | Borussia Dortmund   | 1                   | 2                   |                     |                     |                  |                  |                  |                  |  |  |              |              |              |              |  |  |                                           |        |        |        |
|  | Borussia Dortmund   | Borussia Dortmund   | 1                   | 2                   | Borussia Dortmund   | Borussia Dortmund   | 1                | 1                |                  |                  |  |  |              |              |              |              |  |  |                                           |        |        |        |
|  |                     |                     |                     |                     | Borussia Dortmund   | Borussia Dortmund   | 1                | 1                |                  |                  |  |  |              |              |              |              |  |  |                                           |        |        |        |
|  |                     |                     | Paris Saint-Germain | Paris Saint-Germain | 0                   | 0                   |                  |                  |                  |                  |  |  |              |              |              |              |  |  |                                           |        |        |        |
|  | Paris Saint-Germain | Paris Saint-Germain | Paris Saint-Germain | Paris Saint-Germain | 0                   | 0                   | 2                | 2                |                  |                  |  |  |              |              |              |              |  |  |                                           |        |        |        |
|  | Paris Saint-Germain | Paris Saint-Germain |                     |                     |                     |                     |                  | 2                |                  |                  |  |  |              |              |              |              |  |  |                                           |        |        |        |
|  | Real Sociedad       | Real Sociedad       | 0                   | 1                   |                     |                     |                  |                  |                  |                  |  |  |              |              |              |              |  |  |                                           |        |        |        |
|  | Real Sociedad       | Real Sociedad       | 0                   | 1                   | Paris Saint-Germain | Paris Saint-Germain | 2                | 4                |                  |                  |  |  |              |              |              |              |  |  |                                           |        |        |        |
|  |                     |                     |                     |                     | Paris Saint-Germain | Paris Saint-Germain | 2                | 4                |                  |                  |  |  |              |              |              |              |  |  |                                           |        |        |        |
|  |                     |                     | FC Barcelone        | FC Barcelone        | 3                   | 1                   |                  |                  |                  |                  |  |  |              |              |              |              |  |  |                                           |        |        |        |
|  | SSC Naples          | SSC Naples          | FC Barcelone        | FC Barcelone        | 3                   | 1                   | 1                | 1                |                  |                  |  |  |              |              |              |              |  |  |                                           |        |        |        |
|  | SSC Naples          | SSC Naples          |                     |                     |                     |                     |                  | 1                |                  |                  |  |  |              |              |              |              |  |  |                                           |        |        |        |
|  | FC Barcelone        | FC Barcelone        | 1                   | 3                   |                     |                     |                  |                  |                  |                  |  |  |              |              |              |              |  |  |                                           |        |        |        |
|  | FC Barcelone        | FC Barcelone        | 1                   | 3                   | Borussia Dortmund   | Borussia Dortmund   | 0                | 0                |                  |                  |  |  |              |              |              |              |  |  |                                           |        |        |        |
|  |                     |                     |                     |                     | Borussia Dortmund   | Borussia Dortmund   | 0                | 0                |                  |                  |  |  |              |              |              |              |  |  |                                           |        |        |        |
|  |                     |                     | Real Madrid         | Real Madrid         | 2                   | 2                   |                  |                  |                  |                  |  |  |              |              |              |              |  |  |                                           |        |        |        |
|  | FC Porto            | FC Porto            | Real Madrid         | Real Madrid         | 2                   | 2                   | 1                | 0 ap(2)          |                  |                  |  |  |              |              |              |              |  |  |                                           |        |        |        |
|  | FC Porto            | FC Porto            |                     |                     |                     |                     |                  | 0 ap(2)          |                  |                  |  |  |              |              |              |              |  |  |                                           |        |        |        |
|  | Arsenal FC          | Arsenal FC          | 0                   | 1 tab(4)            |                     |                     |                  |                  |                  |                  |  |  |              |              |              |              |  |  |                                           |        |        |        |
|  | Arsenal FC          | Arsenal FC          | 0                   | 1 tab(4)            | Arsenal FC          | Arsenal FC          | 2                | 0                |                  |                  |  |  |              |              |              |              |  |  |                                           |        |        |        |
|  |                     |                     |                     |                     | Arsenal FC          | Arsenal FC          | 2                | 0                |                  |                  |  |  |              |              |              |              |  |  |                                           |        |        |        |
|  |                     |                     | Bayern Munich       | Bayern Munich       | 2                   | 1                   |                  |                  |                  |                  |  |  |              |              |              |              |  |  |                                           |        |        |        |
|  | SS Lazio            | SS Lazio            | Bayern Munich       | Bayern Munich       | 2                   | 1                   | 1                | 0                |                  |                  |  |  |              |              |              |              |  |  |                                           |        |        |        |
|  | SS Lazio            | SS Lazio            |                     |                     |                     |                     |                  | 0                |                  |                  |  |  |              |              |              |              |  |  |                                           |        |        |        |
|  | Bayern Munich       | Bayern Munich       | 0                   | 3                   |                     |                     |                  |                  |                  |                  |  |  |              |              |              |              |  |  |                                           |        |        |        |
|  | Bayern Munich       | Bayern Munich       | 0                   | 3                   | Bayern Munich       | Bayern Munich       | 2                | 1                |                  |                  |  |  |              |              |              |              |  |  |                                           |        |        |        |
|  |                     |                     |                     |                     | Bayern Munich       | Bayern Munich       | 2                | 1                |                  |                  |  |  |              |              |              |              |  |  |                                           |        |        |        |
|  |                     |                     | Real Madrid         | Real Madrid         | 2                   | 2                   |                  |                  |                  |                  |  |  |              |              |              |              |  |  |                                           |        |        |        |
|  | RB Leipzig          | RB Leipzig          | Real Madrid         | Real Madrid         | 2                   | 2                   | 0                | 1                |                  |                  |  |  |              |              |              |              |  |  |                                           |        |        |        |
|  | RB Leipzig          | RB Leipzig          |                     |                     |                     |                     |                  | 1                |                  |                  |  |  |              |              |              |              |  |  |                                           |        |        |        |
|  | Real Madrid         | Real Madrid         | 1                   | 1                   |                     |                     |                  |                  |                  |                  |  |  |              |              |              |              |  |  |                                           |        |        |        |
|  | Real Madrid         | Real Madrid         | 1                   | 1                   | Real Madrid         | Real Madrid         | 3                | 1 tab(4)         |                  |                  |  |  |              |              |              |              |  |  |                                           |        |        |        |
|  |                     |                     |                     |                     | Real Madrid         | Real Madrid         | 3                | 1 tab(4)         |                  |                  |  |  |              |              |              |              |  |  |                                           |        |        |        |
|  |                     |                     | Manchester City     | Manchester City     | 3                   | 1 ap(3)             |                  |                  |                  |                  |  |  |              |              |              |              |  |  |                                           |        |        |        |
|  | FC Copenhague       | FC Copenhague       | Manchester City     | Manchester City     | 3                   | 1 ap(3)             | 1                | 1                |                  |                  |  |  |              |              |              |              |  |  |                                           |        |        |        |
|  | FC Copenhague       | FC Copenhague       |                     |                     |                     |                     |                  | 1                |                  |                  |  |  |              |              |              |              |  |  |                                           |        |        |        |
|  | Manchester City     | Manchester City     | 3                   | 3                   |                     |                     |                  |                  |                  |                  |  |  |              |              |              |              |  |  |                                           |        |        |        |
|  | Manchester City     | Manchester City     | 3                   | 3                   |                     |                     |                  |                  |                  |                  |  |  |              |              |              |              |  |  |                                           |        |        |        |
|  |                     |                     |                     |                     |                     |                     |                  |                  |                  |                  |  |  |              |              |              |              |  |  |                                           |        |        |        |

## Statistiques

### Classements des buteurs et des passeurs décisifs
Statistiques officielles de l'UEFA, rencontres de la phase qualificative exclues.
| Rang | Buteur            | Club                | Buts | Passes | Minutes jouées |
| ---- | ----------------- | ------------------- | ---- | ------ | -------------- |
| 1    | Harry Kane        | Bayern Munich       | 8    | 4      | 1064           |
| 2    | Kylian Mbappé     | Paris Saint-Germain | 8    | 0      | 1080           |
| 3    | Vinícius Júnior   | Real Madrid         | 6    | 5      | 901            |
| 4    | Erling Haaland    | Manchester City     | 6    | 1      | 778            |
| 5    | Antoine Griezmann | Atlético de Madrid  | 6    | 1      | 821            |
| 6    | Galeno            | FC Porto            | 5    | 4      | 651            |
| 7    | Phil Foden        | Manchester City     | 5    | 3      | 684            |
| 8    | Julián Álvarez    | Manchester City     | 5    | 2      | 279            |
| 9    | Rodrygo           | Real Madrid         | 5    | 2      | 1021           |
| 10   | Joselu            | Real Madrid         | 5    | 0      | 273            |

| Rang | Passeur         | Club              | Passes | Buts | Minutes jouées |
| ---- | --------------- | ----------------- | ------ | ---- | -------------- |
| 1    | Vinícius Júnior | Real Madrid       | 5      | 6    | 901            |
| 2    | Jude Bellingham | Real Madrid       | 5      | 4    | 993            |
| 3    | Marcel Sabitzer | Borussia Dortmund | 5      | 1    | 929            |
| 4    | Harry Kane      | Bayern Munich     | 4      | 8    | 1064           |
| 5    | Galeno          | FC Porto          | 4      | 5    | 651            |
| 6    | Bukayo Saka     | Arsenal           | 4      | 4    | 725            |
| 7    | Raphinha        | FC Barcelone      | 4      | 3    | 472            |
| 8    | İlkay Gündoğan  | FC Barcelone      | 4      | 0    | 835            |
| 9    | Phil Foden      | Manchester City   | 3      | 5    | 684            |
| 10   | Gabriel Jesus   | Arsenal           | 3      | 4    | 407            |

### Joueurs de la semaine
| Journée                    | Joueur                       | Club                                   |
| -------------------------- | ---------------------------- | -------------------------------------- |
| Journée 1                  | Galeno                       | FC Porto                               |
| Journée 2                  | Álvaro Morata                | Atlético de Madrid                     |
| Journée 3                  | Evanilson                    | FC Porto                               |
| Journée 4                  | Antoine Griezmann            | Atlético de Madrid                     |
| Journée 5                  | Ciro Immobile                | SS Lazio                               |
| Journée 6                  | Galeno                       | FC Porto                               |
| Huitièmes de finale aller  | Kevin De Bruyne Joey Veerman | Manchester City PSV Eindhoven          |
| Huitièmes de finale retour | Kylian Mbappé Jan Oblak      | Paris Saint-Germain Atlético de Madrid |
| Quarts de finale aller     | Raphinha                     | FC Barcelone                           |
| Quarts de finale retour    | Ousmane Dembélé              | Paris Saint-Germain                    |
| Demi-finales aller         | Vinícius Júnior Mats Hummels | Real Madrid Borussia Dortmund          |
| Demi-finales retour        | Mats Hummels Vinícius Júnior | Borussia Dortmund Real Madrid          |
| Finale                     | Dani Carvajal                | Real Madrid                            |

### Équipe-type
| Poste      | Joueurs         | Club                |
| ---------- | --------------- | ------------------- |
| Gardien    | Gregor Kobel    | Borussia Dortmund   |
| Défenseurs | Ian Maatsen     | Borussia Dortmund   |
| Défenseurs | Antonio Rüdiger | Real Madrid         |
| Défenseurs | Mats Hummels    | Borussia Dortmund   |
| Défenseurs | Dani Carvajal   | Real Madrid         |
| Milieux    | Vitinha         | Paris Saint-Germain |
| Milieux    | Jude Bellingham | Real Madrid         |
| Milieux    | Marcel Sabitzer | Borussia Dortmund   |
| Attaquants | Vinícius Júnior | Real Madrid         |
| Attaquants | Harry Kane      | Bayern Munich       |
| Attaquants | Phil Foden      | Manchester City     |

| \| Kobel Maatsen Hummels Rüdiger Carvajal Vitinha Sabitzer Bellingham Vinícius Jr. Kane Foden \| Équipe-type de la Ligue des champions de l'UEFA 2023-2024 |
| Kobel Maatsen Hummels Rüdiger Carvajal Vitinha Sabitzer Bellingham Vinícius Jr. Kane Foden                                                                 |

| Kobel Maatsen Hummels Rüdiger Carvajal Vitinha Sabitzer Bellingham Vinícius Jr. Kane Foden |

| Club                | Nombre de joueurs |
| ------------------- | ----------------- |
| Borussia Dortmund   | 4                 |
| Real Madrid         | 4                 |
| Manchester City     | 1                 |
| Bayern Munich       | 1                 |
| Paris Saint-Germain | 1                 |

| Pays       | Nombre de joueurs |
| ---------- | ----------------- |
| Angleterre | 3                 |
| Allemagne  | 2                 |
| Autriche   | 1                 |
| Brésil     | 1                 |
| Espagne    | 1                 |
| Pays-Bas   | 1                 |
| Portugal   | 1                 |
| Suisse     | 1                 |

### Distinctions
| Catégorie       | Joueurs         | Club        |
| --------------- | --------------- | ----------- |
| Meilleur espoir | Jude Bellingham | Real Madrid |
| Meilleur joueur | Vinícius Júnior | Real Madrid |

## Nombre d'équipes par association et par tour
L'ordre des fédérations est établi suivant le classement UEFA des pays en 2023.
| Association | Association | Barrages                 | +   | Phase de groupes                               | Huitièmes de finale                   | Quarts de finale            | Demi-finales       | Finale     |
| ----------- | ----------- | ------------------------ | --- | ---------------------------------------------- | ------------------------------------- | --------------------------- | ------------------ | ---------- |
| Angleterre  |             |                          | +4  | 4 Arsenal, Man. City, Man. United, Newcastle   | 2 Arsenal, Man. City                  | 2 Arsenal, Man. City        |                    |            |
| Espagne     |             |                          | +5  | 5 Atlético, Barcelone, Real, Séville, Sociedad | 4 Atlético, Barcelone, Real, Sociedad | 3 Atlético, Barcelone, Real | 1 Real             | 1 Real     |
| Italie      |             |                          | +4  | 4 Inter, Lazio, Milan, Naples                  | 3 Inter, Lazio, Naples                |                             |                    |            |
| Allemagne   |             |                          | +4  | 4 Bayern, Dortmund, Leipzig, Union Berlin      | 3 Bayern, Dortmund, Leipzig           | 2 Bayern, Dortmund          | 2 Bayern, Dortmund | 1 Dortmund |
| France      |             |                          | +2  | 2 Lens, Paris                                  | 1 Paris                               | 1 Paris                     | 1 Paris            |            |
| Portugal    |             | 1 Braga                  | +2  | 3 Benfica, Braga, Porto                        | 1 Porto                               |                             |                    |            |
| Pays-Bas    |             | 1 Eindhoven              | +1  | 2 Eindhoven, Feyenoord                         | 1 Eindhoven                           |                             |                    |            |
| Autriche    |             |                          | +1  | 1 Salzbourg                                    |                                       |                             |                    |            |
| Écosse      |             | 1 Rangers                | +1  | 1 Celtic                                       |                                       |                             |                    |            |
| Serbie      |             |                          | +1  | 1 Belgrade                                     |                                       |                             |                    |            |
| Ukraine     |             |                          | +1  | 1 Donetsk                                      |                                       |                             |                    |            |
| Belgique    |             | 1 Antwerp                |     | 1 Antwerp                                      |                                       |                             |                    |            |
| Suisse      |             | 1 Young Boys             |     | 1 Young Boys                                   |                                       |                             |                    |            |
| Grèce       |             | 2 Athènes, Panathinaïkós |     |                                                |                                       |                             |                    |            |
| Norvège     |             | 1 Molde                  |     |                                                |                                       |                             |                    |            |
| Danemark    |             | 1 Copenhague             |     | 1 Copenhague                                   | 1 Copenhague                          |                             |                    |            |
| Turquie     |             | 1 Galatasaray            |     | 1 Galatasaray                                  |                                       |                             |                    |            |
| Israël      |             | 1 Haïfa                  |     |                                                |                                       |                             |                    |            |
| Pologne     |             | 1 Częstochowa            |     |                                                |                                       |                             |                    |            |
| Total       | Total       | 12                       | +26 | 32                                             | 16                                    | 8                           | 4                  | 2          |